# 陈岚 (作家)
陈岚（1980年—），笔名“深海水妖”，中国大陆作家。因在多起社会热点事件中发表观点而被媒体报道。代表作品包括《背后》等。

## 作品
- 《背后》ISBN 9787506025188（2006年6月，东方出版社出版）
- 《小艾向前冲》ISBN 9787546348728（2011年4月，吉林出版集团出版）
- 《小希望》ISBN 9787510443251（2013年9月，新世界出版社出版）
- 《我们为什么被霸凌？》ISBN 9787559406859（2017年7月，江苏凤凰文艺出版社出版）

## 相关事件
- 2017年发生的南京南站猥亵女童事件，据媒体报道，陈岚作为披露该事件的网民，其后曾收到恐吓信息。[1][2]
- 2018年发生的王凤雅事件中，王凤雅家属以侵犯名誉权为由起诉陈岚。[3][4]同年12月，法院判决陈岚向原告书面道歉并赔偿人民币5000元。[5]
- 2021年8月，陈岚向上海警方举报歌手霍尊前女友陈露涉嫌诽谤与诈骗，得到警方调查。[6]
- 2022年3月，江歌母亲江秋莲在微博指称陈岚长期造谣、诽谤并引导网络暴力。陈岚则回应称江秋莲募集善款金额巨大，并涉及高利贷活动。[7]